# Zimowy Olimpijski Festiwal Młodzieży Europy 2009
IX Zimowy Olimpijski Festiwal Młodzieży Europy Śląsk-Beskidy 2009 – dziewiąta zimowa edycja olimpijskiego festiwalu młodzieży Europy, odbywająca się w dniach 15–20 lutego 2009 r. w Bielsku-Białej, Cieszynie, Tychach, Szczyrku i Wiśle. Główną bazą IX EYOF był Szczyrk, gdzie zakwaterowano większość uczestników imprezy, a także zostały zlokalizowane centralne biura zawodów i centrum prasowe.
W imprezie brało udział około 1200 uczestników z 47 europejskich państw.

## Konkurencje
Młodzi sportowcy rywalizowali w dziewięciu konkurencjach:
- biathlon (wyniki)
- biegi narciarskie (wyniki)
- narciarstwo alpejskie (wyniki)
- łyżwiarstwo figurowe (wyniki)
- snowboarding (wyniki)
- kombinacja norweska (wyniki)
- skoki narciarskie (wyniki)
- curling (wyniki)
- hokej na lodzie (wyniki)

## Areny festiwalu
|                     | Miasto        | Dyscyplina                                                                                     | Obiekt                                                                                        |
| ------------------- | ------------- | ---------------------------------------------------------------------------------------------- | --------------------------------------------------------------------------------------------- |
| Herb Bielska-Białej | Bielsko-Biała | curling                                                                                        | hala curlingowa przy ul. Filarowej                                                            |
| Herb Cieszyna       | Cieszyn       | łyżwiarstwo figurowe                                                                           | hala wielofunkcyjna przy Alei Piastowskiej                                                    |
| Herb Szczyrku       | Szczyrk       | skoki narciarskie, kombinacja norweska, biegi narciarskie, narciarstwo alpejskie, snowboarding | trasy zjazdowe FIS Skrzyczne, FIS Golgota i Juliany; trasa biegowa Szczyrk; skocznia Skalite; |
| Herb Tychów         | Tychy         | hokej na lodzie                                                                                | Stadion Zimowy                                                                                |
| Herb Wisły          | Wisła         | biegi narciarskie, biathlon                                                                    | Stadion Zimowy Kubalonka wraz z trasą biegowo-biathlonową                                     |

## Sztafeta, ceremonia otwarcia i zamknięcia
Ogień olimpijski zapalono w Lozannie w obecności m.in. szefa MKOl, Jacques’a Rogge’a, po czym przetransportowano go do Warszawy, stamtąd do Katowic, a następnie Wisły. Sztafeta trwała od 13 lutego 2009 r., a jej trasa biegła przez wszystkie miasta, w których odbywały się zawody, kolejno: Wisłę, Cieszyn, Tychy, Bielsko-Białą i Szczyrk.
Ceremonia otwarcia IX Zimowego Olimpijskiego Festiwalu Młodzieży Europy odbyła się na estradzie Skalite w Szczyrku wieczorem w niedzielę, 15 lutego. Otwarcie przeprowadzono zgodnie z ceremoniałem olimpijskim – na czele pochodu stała reprezentacja Grecji, a na końcu Polski jako kraju–organizatora. W imieniu zawodników uroczyste ślubowanie złożyła biegaczka Magdalena Kozielska, a w imieniu sędziów – Marek Tucznio. Znicz olimpijski zapalił Piotr Fijas.
Ceremonia zamknięcia festiwalu odbyła się 20 lutego na pl. B. Hoffa w Wiśle. Po przemówieniach przewodniczącego Komitetu Organizacyjnego Tadeusza Pilarza, szefa komisji ds. EYOF w EKOl Guida de Bondta oraz przewodniczącego PKOl Piotra Nurowskiego, wygaszono ogień i przekazano flagę olimpijską przedstawicielom Liberca – organizatora X EYOF w 2011 r.

## Wyniki

### Narciarstwo alpejskie
| Konkurencja             | Data           | Złoto           | Srebro           | Brąz             |
| ----------------------- | -------------- | --------------- | ---------------- | ---------------- |
| slalom dziewcząt        | 16 lutego 2009 | Emelie Wikström | Frida Svedberg   | Michaela Wenig   |
| slalom chłopców         | 17 lutego 2009 | Justin Murisier | Carl Johan Öster | Dominik Homsek   |
| slalom gigant chłopców  | 20 lutego 2009 | Mathieu Faivre  | Stefan Luitz     | Carl Johan Öster |
| slalom gigant dziewcząt | 20 lutego 2009 | Mirjam Puchner  | Adeline Baud     | Ula Hafner       |

### Skoki narciarskie
| Konkurencja                   | Data           | Złoto                                                       | Srebro                                                                     | Brąz                                                                   |
| ----------------------------- | -------------- | ----------------------------------------------------------- | -------------------------------------------------------------------------- | ---------------------------------------------------------------------- |
| indywidualny (HS106) chłopców | 17 lutego 2009 | Peter Prevc                                                 | Władimir Zografski                                                         | Adrian Schuler                                                         |
| drużynowy (HS106) chłopców    | 19 lutego 2009 | Słowenia Luka Leban · Jaka Hvala · Rok Justin · Peter Prevc | Austria Thomas Lackner · Markus Schiffner · Lukas Dilitz · Thomas Diethart | Szwajcaria Adrian Schuler · Vital Anken · Pascal Kälin · Pascal Egloff |

### Kombinacja norweska
| Konkurencja        | Data           | Złoto                                            | Srebro                                                  | Brąz                                             |
| ------------------ | -------------- | ------------------------------------------------ | ------------------------------------------------------- | ------------------------------------------------ |
| sprint chłopców    | 15 lutego 2009 | Manuel Faißt                                     | Paweł Słowiok                                           | Tobias Simon                                     |
| Gundersen          | 18 lutego 2009 | Paweł Słowiok                                    | Mario Seidl                                             | Adam Cieślar                                     |
| drużynowy chłopców | 20 lutego 2009 | Niemcy Tobias Simon · Otto Schall · Manuel Faißt | Polska Adam Cieślar · Andrzej Gąsienica · Paweł Słowiok | Słowenia Leon Pivk · Alen Turjak · Nace Šinkovec |

### Biegi narciarskie
| Konkurencja                       | Data           | Złoto                                                                               | Srebro                                                       | Brąz                                                                               |
| --------------------------------- | -------------- | ----------------------------------------------------------------------------------- | ------------------------------------------------------------ | ---------------------------------------------------------------------------------- |
| 5 km stylem klasycznym dziewcząt  | 17 lutego 2009 | Marjaana Pitkänen                                                                   | Lucia Joas                                                   | Ragnhild Haga                                                                      |
| 7,5 stylem dowolnym dziewcząt     | 18 lutego 2009 | Anne-Tine Markset                                                                   | Ragnhild Haga                                                | Swietłana Kokowina                                                                 |
| sprint dziewcząt                  | 19 lutego 2009 | Darja Godowaniczenko                                                                | Inna Smirnowa                                                | Ragnhild Haga                                                                      |
| 7,5 km stylem klasycznym chłopców | 17 lutego 2009 | Sindre Bjørnestad Skar                                                              | Didrik Tønseth                                               | Perttu Hyvärinen                                                                   |
| 10 km stylem dowolnym chłopców    | 18 lutego 2009 | Perttu Hyvärinen                                                                    | Jakub Graef                                                  | Didrik Tønseth                                                                     |
| sprint chłopców                   | 19 lutego 2009 | Gleb Rietiwych                                                                      | Sindre Bjørnestad Skar                                       | Rinalds Kostiukovs                                                                 |
| sztafeta mieszana                 | 20 lutego 2009 | Norwegia Ragnhild Haga · Erik Bergfald · Anne-Tine Markset · Sindre Bjørnestad Skar | Niemcy Lucia Joas · Max Wohlleben · Hanna Kolb · Thomas Wick | Rosja Jelena Sierochwostowa · Dmitrij Abaszew · Swietłana Kokowina · Wiktor Mamkin |

### Biathlon
| Konkurencja                       | Data           | Złoto                                                                           | Srebro                                                                        | Brąz                                                                                   |
| --------------------------------- | -------------- | ------------------------------------------------------------------------------- | ----------------------------------------------------------------------------- | -------------------------------------------------------------------------------------- |
| sprint (6 km) dziewcząt           | 17 lutego 2009 | Christina Maierhofer                                                            | Irene Cadurich                                                                | Birgit Riesle                                                                          |
| bieg pościgowy (7,5 km) dziewcząt | 18 lutego 2009 | Ingela Andersson                                                                | Christina Maierhofer                                                          | Irene Cadurich                                                                         |
| sprint (7,5 km) chłopców          | 16 lutego 2009 | Mikko Repo                                                                      | Steffen Bartcher                                                              | Ilja Popow                                                                             |
| bieg pościgowy (10 km) chłopców   | 16 lutego 2009 | Mikko Repo                                                                      | Marius Hol                                                                    | Florent Claude                                                                         |
| sztafeta mieszana                 | 20 lutego 2009 | Niemcy Christina Maierhofer · Jennifer Horn · Johannes Kühn · Steffen Bartscher | Rosja Olga Galicz · Anastasija Michajłowa · Jakow Niekrasow · Iwan Piczuszkin | Norwegia Mari Sandeggen · Karoline Birkeland · Vetle Sjåstad Christiansen · Marius Hol |

### Snowboarding
| Konkurencja                        | Data           | Złoto             | Srebro            | Brąz         |
| ---------------------------------- | -------------- | ----------------- | ----------------- | ------------ |
| snowboardcross dziewcząt           | 18 lutego 2009 | Sabine Schöffmann | Julia Hennecke    | Maeva Martin |
| snowboardcross chłopców            | 18 lutego 2009 | Nikita Kowalenko  | Martin Nörl       | Max Widnig   |
| slalom gigant równoległy dziewcząt | 20 lutego 2009 | Julie Zogg        | Sabine Schöffmann | Ladina Jenny |
| slalom gigant równoległy chłopców  | 20 lutego 2009 | Julian Lüftner    | Max Widnig        | Silvan Plepp |

### Łyżwiarstwo figurowe
| Konkurencja   | Data           | Złoto                               | Srebro                                   | Brąz                            |
| ------------- | -------------- | ----------------------------------- | ---------------------------------------- | ------------------------------- |
| soliści       | 17 lutego 2009 | Stanisław Percow                    | Paul Fentz                               | Viktor Romanenkov               |
| solistki      | 17 lutego 2009 | Miriam Ziegler                      | Joshi Helgesson                          | Anne Line Gjersem               |
| pary taneczne | 18 lutego 2009 | Tatiana Baturincewa & Iwan Wolobłew | Rusłana Jurczenko & Ołeksandr Liubczenko | Gabriela Kubová & Petr Seknička |

### Hokej na lodzie
| Data                  | Złoto | Srebro     | Brąz      |
| --------------------- | ----- | ---------- | --------- |
| finał: 20 lutego 2009 | Rosja | Szwajcaria | Finlandia |

### Curling
| Konkurencja | Data                  | Złoto                      | Srebro                     | Brąz                     |
| ----------- | --------------------- | -------------------------- | -------------------------- | ------------------------ |
| dziewczęta  | finał: 20 lutego 2009 | Wielka Brytania Anna Sloan | Szwajcaria Kerstin Iten    | Dania Mette de Neergaard |
| chłopcy     | finał: 20 lutego 2009 | Szwajcaria Roger Gulka     | Wielka Brytania Colin Dick | Norwegia Sander Rølvåg   |

## Klasyfikacja medalowa
| Lp. | Państwo         |   |   |   | Razem |
| --- | --------------- | - | - | - | ----- |
| 1.  | Rosja           | 5 | 2 | 4 | 11    |
| 2.  | Niemcy          | 4 | 7 | 4 | 15    |
| 3.  | Austria         | 4 | 4 | 1 | 9     |
| 4.  | Finlandia       | 4 | 0 | 2 | 6     |
| 5.  | Norwegia        | 3 | 4 | 6 | 13    |
| 6.  | Szwajcaria      | 3 | 3 | 5 | 11    |
| 7.  | Szwecja         | 2 | 3 | 1 | 6     |
| 8.  | Słowenia        | 2 | 0 | 2 | 4     |
| 9.  | Polska          | 1 | 2 | 1 | 4     |
| 10. | Francja         | 1 | 1 | 2 | 4     |
| 11. | Wielka Brytania | 1 | 1 | 0 | 2     |
| 12. | Ukraina         | 1 | 1 | 0 | 2     |
| 13. | Estonia         | 1 | 0 | 0 | 1     |
| 14. | Czechy          | 0 | 1 | 1 | 2     |
| 15. | Bułgaria        | 0 | 1 | 0 | 1     |
| 16. | Dania           | 0 | 0 | 1 | 1     |
| 16. | Łotwa           | 0 | 0 | 1 | 1     |

Źródło: Śląsk-Beskidy 2009: Medal Classification. [dostęp 2009-02-21]. [zarchiwizowane z tego adresu (2009-03-06)]. (ang.).